# Ponte de la Unidad
Ponte de la Unidad è un ponte strallato che attraversa il fiume Santa Caterina e collega la città di Monterrey a San Pedro Garza Garcia nello stato di Nuevo Leon, in Messico.